# Mu Zeng
Mu Zeng (en chino, 木增; pinyin, mù zēng) nacido el 19 de septiembre de 1587, muerto el 9 de septiembre de 1646, fue un Naxi tusi (jefe regional de la población local) de la provincia de Yunnan. También se le conoce como A-chai A-ssu, que es su nombre naxi. Gobernó en Lijiang entre 1600 y 1620. Su padre fue Mu Qing (chino: 木青), y su madre Ashijia (chino: 阿室加). Fue entronizado a la edad de 11 años. Escribió numerosas antologías.

## Biografía
Editó un Kanjur, nombre tibetano para los cánones budistas a partir de las palabras del Buda, conocido como Kanjur de Lijiang (), ya que es aquí donde se produjo, y Kanjur de Lithang ya que los mongoles lo trajeron al monasterio de Litang y se ha conservado allí.
Durante el invierno del año del buey de fuego (1640), Güshi Khan (kan de los qoshots, partidario de los gelug, y futuro rey del Tíbet), después de haber visitado Kokonor (lago Qinghai donde estableció su kanato) atacó a Kham el día 25 del 11º mes, Pensando que el rey de Beri (practicando el Bön y persiguiendo a los budistas) era peligroso para todas las iglesias, se anexionó el Beri, mató al rey y liberó a los monjes que había hecho prisioneros, y luego tomó bajo su control todos los territorios que limitan con Jangaathul, los dominios del rey de Jangsa (entonces Mu Zeng).